# Cubaris
Cubaris är ett släkte av kräftdjur. Cubaris ingår i familjen Armadillidae.

## Dottertaxa tillCubaris, i alfabetisk ordning[1]
- Cubaris acapulcensis
- Cubaris africana
- Cubaris albolateralis
- Cubaris alticola
- Cubaris ambitiosa
- Cubaris arcangelii
- Cubaris benitensis
- Cubaris bocki
- Cubaris bolivari
- Cubaris boliviana
- Cubaris brunneocaudata
- Cubaris caerulea
- Cubaris californica
- Cubaris cavernosa
- Cubaris chiltoni
- Cubaris cinchonae
- Cubaris claytonensis
- Cubaris crenatus
- Cubaris decoui
- Cubaris depressa
- Cubaris dhaliwali
- Cubaris dilectum
- Cubaris emunita
- Cubaris everesti
- Cubaris expansus
- Cubaris fasciatus
- Cubaris ferrugineus
- Cubaris flavobrunnea
- Cubaris fragilis
- Cubaris fritschei
- Cubaris galbineus
- Cubaris goweri
- Cubaris granaria
- Cubaris granulatus
- Cubaris gravelii
- Cubaris griseus
- Cubaris harsadiensis
- Cubaris helmsiana
- Cubaris hickmani
- Cubaris hirsutus
- Cubaris ignota
- Cubaris incisus
- Cubaris insularis
- Cubaris invenustus
- Cubaris iriomotensis
- Cubaris javanensis
- Cubaris kashmiri
- Cubaris lacustris
- Cubaris lewisae
- Cubaris lifuensis
- Cubaris lobatus
- Cubaris longicornis
- Cubaris lundi
- Cubaris maculata
- Cubaris margaritae
- Cubaris marmorata
- Cubaris marmoratus
- Cubaris meermohri
- Cubaris merulanoides
- Cubaris minilobus
- Cubaris minima
- Cubaris minuta
- Cubaris mirandai
- Cubaris miser
- Cubaris murina
- Cubaris nacreum
- Cubaris nepalensis
- Cubaris nigroflava
- Cubaris obliquidens
- Cubaris oxyzomus
- Cubaris pacificum
- Cubaris pacificus
- Cubaris plasticus
- Cubaris pronyensis
- Cubaris pusillus
- Cubaris robusta
- Cubaris rufonigra
- Cubaris sarasini
- Cubaris schellenbergi
- Cubaris solidulus
- Cubaris spenceri
- Cubaris sulcifrons
- Cubaris tamarensis
- Cubaris tarangensa
- Cubaris tasmaniensis
- Cubaris tenuipunctata
- Cubaris truncata